# Camilla Baginskaite
Camilla Baginskaite est une joueuse d'échecs soviétique, puis lituanienne, née le 24 avril 1967 à Vilnius. Elle a représenté la Fédération américaine de 1997 à 2018.
Au 1er septembre 2019, elle est la sixième joueuse lituanienne avec un classement Elo de 2 124 points.

## Biographie et carrière
Baginskaite remporta le Championnat du monde junior en 1987 après avoir fini troisième en 1986. Elle reçut le titre de maître international féminin en 1987 et remporta le championnat de Lituanie en 1992. Elle s'installa aux États-Unis en 1997 et remporta le championnat américain féminin en 2000, ce qui la qualifiait pour le championnat du monde de 2001. Elle reçut le titre de grand maître féminin en 2002.
Lors du championnat du monde d'échecs féminin de 2001, Baginskaite battit Svetlana Proudnikova au premier tour, Nataša Bojković au deuxième tour et perdit au troisième tour (huitième de finale) face à la Chinoise Xu Yuhua. Lors des championnats du monde féminins de 2010 et 2015, elle fut éliminée dès le premier tour.
Elle a représenté la Lituanie lors des olympiades féminines d'échecs de 1992 à 1996. Elle joua dans l'équipe des États-Unis lors de quatre olympiades de 2000 à 2010, l'équipe américaine finit quatrième de la compétition en 2004 et cinquième en 2010. Lors de l'olympiade de 1992, elle marqua 9,5 points sur 13 au premier échiquier, réalisant la septième meilleure performance de la compétition.
En 2020, elle remporte à nouveau le championnat féminin de Lituanie, 28 ans après son premier titre.

## Vie privée
Baginskaite a épousé le grand maître américain Alex Yermolinsky.